# Каракитайське ханство

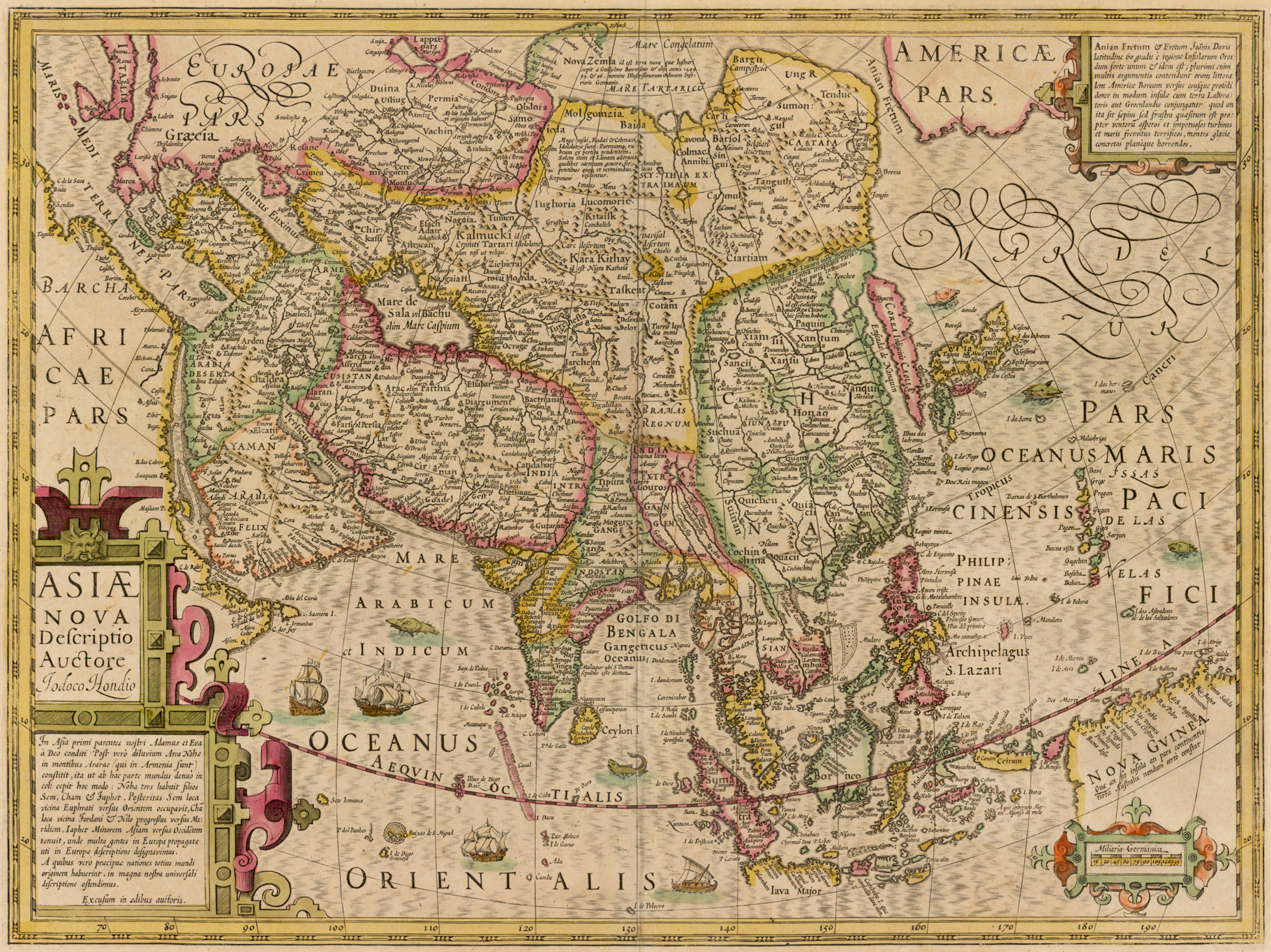
Майже 400 років після розгрому каракитаїв, європейські картографи продовжували розміщувати Каракитайське ханство на своїх картах. На цій карті 1610 року вони (Kara Kithay) розміщені у верхів'ї ріки Об, на північ від Ташкента

Каракитайське ханство — середньовічна феодальна держава, що існувала у Середній та Центральній Азії в 1124—1218 роках. Засновано киданським принцем Єлу Даші.
На середину 12 століття каракитаї поширили свою владу на всю Середню Азію на південь від Балхашу і на схід від Ферганської долини, утворивши Каракитайське ханство. 1211 року наймани, що втікали під натиском Чингізхана захопили гурхана, а через сім років Каракитайське ханство ввійшло до складу Монгольської імперії.

## Імена
Кара-Хітай взяв на себе атрибути китайської держави і успадкував династичне ім'я "Великий Ляо" (大 遼). [8] [14] [15] Отже, китайські, корейські, японські та в'єтнамські історики зазвичай називають імперію "західним Ляо" (西遼), підкреслюючи її продовження від династії Ляо.
Назва "Qara Khitai" (喀喇 契丹; зазвичай використовується середньоазіатськими племенами для позначення династії) також часто використовується в західних наукових працях. Фраза часто перекладається турецькою як чорні хітани, але її початкове значення сьогодні незрозуміле [16]. Монгольською мовою "Кара-Хітан" вживається "Хар Хятан" (Khar Kidan). Оскільки сьогодні не збереглися прямі записи про імперію, єдині збережені історичні записи про імперію походять з іноземних джерел.
Чорні хітани (黑 契丹) також зустрічалися в китайській мові. "Кара", що буквально означає "чорний", відповідає династичному кольору Ляо чорному та його династичному елементу Воді, згідно з теорією П'яти Стихій (вуксинг). [17] Журчені називали імперію Даші або Даші Лінья (за її засновником), щоб зменшити будь-які претензії, які могла мати імперія до старих територій династії Ляо. Мусульманські історики спочатку називали державу просто Хітай або Хітай; вони, можливо, прийняли цю форму "хітан" через уйгурів з Кочо, на мові яких остаточне -n або -ń стало -y [18]. Лише після монгольського завоювання держава стала називатися в мусульманському світі Кара-Хітай або Кара-Хітай [19]. Кара Хітай або Хітан - це походження "Cathay", іноземної назви Китаю.

## Історія

### Заснування Кара-Хітай
Імперія Кара-Кітай була створена Єлу Даші, яка вела кочових кітанів на захід через Монголію після розпаду династії Ляо. Журчені, колись васали хітанів, об'єдналися з династією Сун і скинули Ляо. Єлу завербував хітанців та інші племена для формування армії, а в 1134 р. Захопив Баласагун з Кара-ханідського ханства, що знаменує собою початок імперії Кара-Кітай в Центральній Азії. Невдовзі до збройних сил Хітану приєдналося 10 тисяч китан, які були підданими Кара-ханідського ханства. Потім хітани завоювали Кашгар, Хотан і Бешбалік. Хітани розгромили Західне Кара-Ханідське ханство під Худжандом в 1137 р., Врешті-решт привівши до їх контролю над Ферганською долиною. Вони виграли битву при Катвані проти Західних Кара-Ханідів та імперії Сельджуків 9 вересня 1141 р., Що дозволило хитанам отримати контроль над Трансоксіаною [2].
Спочатку Єлу Даші сподівався відвоювати північний Китай від династії Цзінь і відновити території, колись утримувані династією Ляо. [20] [21] Однак незабаром він виявив відносну слабкість своєї імперії по відношенню до династії Цзінь і відмовився від цієї ідеї [21] після катастрофічного нападу на династію Цзінь в 1134 р. [22] Західне Ляо продовжувало кидати виклик верховенству Цзінь в 1146 р. І продовжувало відправляти розвідників та невеликі військові частини проти Цзінь у 1156, 1177, 1185, 1188 рр. Це свідчить про те, що протягом перших 2 поколінь залишався значний інтерес до реконкисту. [23]

### Наступники Єлу Даші
Коли Єлу Даші помер, його дружина, Сяо Табуянь (1143-1150) стала регентшею їхнього сина. Син, Єлу Їлі, правив з 1150 по 1163 рік, а наступником його стала його сестра Пусувань (1164-1177). Потім вона полюбила молодшого брата свого чоловіка Сяо Фугуджі. Вони були страчені в 1177 році батьком її чоловіка Сяо Волілою, який тоді посадив на престол свого сина Йелу Жилугу (1178–1211). Імперія була послаблена повстаннями та внутрішніми війнами серед своїх васалів, особливо в останні часи своєї історії.
У цей період імперія скоротилася на північному сході, коли в 1175 році наймани на схід від Алтаю і Канглі на північ від озера Балхаш частково підкорилися джурченцям. На заході було багато конфліктів з Хварезмом, які стосувались несплати данини та конкуруючих претендентів на престол. Пізніше в той період він розширився далеко на південь, як Хорезмійська імперія, поки не був завойований монголами в 1220 році, через два роки після Кара-Кітая. На півдні кара-ханідські васали легенько утримувались і вступали в різні конфлікти між собою, Кара-Кітай, Хорезм і Гуриди [24].

### Узурпація Кучлуга та кінець ханства
У 1208 році найманський принц Кучлуг втік з батьківщини після поразки від монголів. Кучлуг був прийнятий в імперію кара-хітанів, і йому було дозволено одружитися з дочкою Жилугу. Однак у 1211 році Кучлуг підняв повстання, а згодом захопив Йелу Жилугу, поки той полював. Жилугу було дозволено залишатися номінальним правителем, але він помер через два роки, і багато істориків вважали його смерть кінцем імперії Кара-Хітан. У 1216 році Чингісхан відправив свого генерала Джебе переслідувати Кучлуг; Кучлуг втік, але в 1218 році він був остаточно схоплений і обезголовлений. Монголи повністю завоювали колишні території Кара-Хітанів у 1220 році.

## Наслідки

### Кара-хітайці
поглинувся Монгольською імперією; сегмент кара-хітанських військ раніше вже приєднався до монгольської армії, що воювала проти Кучлуга. Ще один сегмент кара-хітанів, в династії, заснованій Бураком Гаджибом, вижив у Кірмані як васал монголів, але перестав існувати як цілість під час правління Ольяйтю Ільханату [25]. Кара-хітани були широко розпорошені по всій Євразії як частина монгольської армії. У 14 столітті вони почали втрачати свою етнічну ідентичність, проте сліди їх присутності, однак, можна знайти як імена кланів або топоніми від Афганістану до Молдови. Сьогодні плем'я хітай все ще живе на півночі Киргизстану [18].

## Асоціація з Китаєм
У китайській історіографії Кара-Хітай найчастіше називають "Західним Ляо" (西遼) і вважається законною китайською династією, як це стосується династії Ляо [13]. Історія Кара-Хітай була включена в «Історію Ляо» (одну з двадцяти чотирьох історій), яка була офіційно складена під час династії Юань Токтоа та ін.
Після династії Тан китайські імперії, не пов'язані з Ханом, здобули престиж, з'єднавшись з Китаєм, а гутани Хітан використовували титул "китайський імператор" [27] [28], а також його називали "ханом Чін". ] Кара-хітай використовував "образ Китаю", щоб узаконити своє правління середньоазіатським країнам. Китайський імператор разом з правителями турків, арабів, Індії та візантійських римлян були відомі ісламським письменникам як "п’ять великих царів світу" [30]. Кара Хітай зберігав атрибути китайської держави, такі як китайські монети, китайські імператорські титули, китайська система письма, таблички, печатки та використовував китайські вироби, такі як порцеляна, дзеркала, нефрит та інші китайські звичаї. Дотримання китайських традицій Ляо було запропоновано як причину того, чому кара-хітай не прийняв іслам [31]. Незважаючи на китайські атрибути, серед населення Кара-Хітай було порівняно мало китайців-хань. [32] Ці хань-китайці жили в Кедуні під час династії Ляо [33], а в 1124 р. Мігрували разом з китанами під керівництвом Йелу Даші разом з іншими людьми Кедуна, такими як племена бохай, джурчен та монголи, а також інші китани, крім того до клану дружин Сяо. [34]
Правління Кара Кітай над мусульманською більшістю в Центральній Азії посилює думку серед деяких письменників-мусульман про те, що Центральна Азія була пов'язана з Китаєм, хоча династія Тан втратила контроль над регіоном кілька сотень років тому. Марвазі писав, що Трансоксанія була колишньою частиною Китаю [35], тоді як Фахр аль-Дін Мубарак Шах визначив Китай як частину "Туркестану", а міста Баласагун і Кашгар вважалися частиною Китаю [36].

## Спадщина
Асоціація Хітая з Китаєм означала, що найбільш стійким слідом влади Хітана є імена походить від нього, наприклад, Cathay, що є середньовічним латинським апелятивом для Китаю. Імена, що походять від хітайської мови, досі є актуальними в сучасному вжитку, такі як російські, болгарські, узбецькі та монгольські назви Китаю [18]. Однак використання імені Хітай у значенні "Китай" або "китайський" носіями тюркських мов у Китаї, такими як уйгури, китайська влада вважає зневажливим, намагаючись заборонити його [37].

## Пломби
Великий напис у китайському стилі на офіційній печатці у китайському стилі.
Восени 2019 року біля Караван-сараю, що знаходився біля плато Устюрт, було виявлено бронзову печатку китайського типу. [38] Ця печатка має вагу 330 грам і має розміри 50x52x13 міліметрів з ручкою, яка у висоту становить 21 міліметр. [38] Напис печатки написаний великим шрифтом хітань і містить 20 символів. [38] Це була перша печатка, яку можна було впевнено віднести до періоду Західного Ляо, оскільки вона приписувалась тому, що вона була створена протягом 3-го місяця року Тяньсі 20 (або 1197 року за григоріанським календарем) під час правління імператора Йелу Жилугу. [38] Відкриття цієї печатки також показало, що Кара-Хітайське ханство прийняло китайську адміністративну практику, оскільки такі печатки зазвичай використовувались в імператорському китайському урядовому апараті.
Станом на 2020 рік незрозуміло, чи існували в Кара-Хітаї такі самі правила щодо печаток, як в імперському Китаї, і чи були стандартизовані розміри печаток із Західного Ляо чи ні. [38]

## Політична Історія
Після розгрому чжурчженями в союзі з південнокитайською династією Сун імперії Ляо, кіданській принц Елюй Даші, не чекаючи остаточного розгрому, разом з групою прихильників пішов на захід, звідки в майбутньому планував нанести удар по чжурчженям і відродити імперію Ляо, і заснував там нову державу. Його підтримали 18 племен. У 1124 році Елюй Даші прийняв титул гурхана і став правителем нової держави. У 1134 році він відвоював у держави Караханидів Баласагун, зробивши його своєю столицею. Його сили незабаром поповнилися кидання, раніше проживали на території Караханидского держави. У 1137 році кидани завдають поразки Західному Караханидского ханству. У битві при Катване в 1141 році Елюй Даші в союзі з карлуками завдає нищівної поразки військам сельджуків султана Санджара і караханидів. Незабаром Елюй Даші підпорядкував Мавераннахр і Хорезм. У 1141 році Елюй Даші прийняв титул імператора. Але при цьому його імперія була самозваний, так як, по восточноазиатской традиції, вона не була визнана рівними - тобто іншими імператорами. Елюй Даші помер в 1143 році.

## Управління
Ханство управлялося зі столиці (Баласагун). Під безпосереднім керівництвом гурхана знаходилися землі південної частини Семиріччя, Кульджінском край, північно-східна частина області Сирдарьї. Решта території, що складали велику частину ханства, знаходилися під управлінням автономних васальних князівств і народів (карлуки, Хорезм, Гаочан, і ін.) Багато елементів управління були запозичені з колишньої імперії Ляо. Велика частина назв чинів адміністрації була запозичена у Китаю. Незважаючи на це, були і мусульманські титули, такі, як "візир". У ханстві панувала китайська система подвірного податкового обкладення населення. Гурхан випускав власну монету кіданського зразка, але майже не втручався в управління і економіку своїх земель, обмежуючись збором податків і данини. В знак покори гурхану місцеві правителі зобов'язані були носити на грудях срібну дощечку. Гурхан не роздавати доль своїх родичів і сподвижникам, побоюючись зростання їх влади і могутності, і не віддавав під командування загони більш ніж в 100 воїнів (за винятком великих військових кампаній). У ханстві панували феодальні відносини з пережитком родового ладу. У війську підтримувалася сувора дисципліна. Воїнам вперше стали виплачувати платню. Військова справа каракіданей знаходилося під сильним впливом Китаю.

## Звичаї,релігія та культура
Багато каракитайців зберігали старі кочові звичаї, про що свідчила традиційний одяг і релігійні вірування. У ханстві набули поширення буддизм, християнство несторіанської толку, іслам, а також традиційні кіданського вірування, які полягали в принесення жертв неба, землі і предкам. Християнство було досить широко поширене. Велика частина населення були підкорені мусульмани. Відсоток кочового населення підвищився з часу вторгнення кочівників-найманців. Каракитайці були скотарями і пасли худобу в річкових долинах Таласа і Чу. Іншими їх заняттями були полювання і рибна ловля. У їхньому середовищі спостерігалися пережитки родового ладу. Велику владу і широкі права мали жінки. Поступово каракитайці змішалися з місцевими тюркськими племенами. Каракитайці зберігали мову монгольської групи. Їх літературні твори, записані радником Чингісхана Елюем Чуцай, відрізняються великими художніми досягненнями. Незважаючи на це, пам'ятники культури каракитайців досі майже не вивчені.

## В кінематографі
Захід епохи Західного Ляо фігурує в китайському 30-серійному серіалі «Чингісхан» (серії 21-24).